# Ye Quan-Zhi
Dans ce nom chinois, le nom de famille, Ye, précède le nom personnel Quan-Zhi.
Pour les articles homonymes, voir Ye.
Ye Quan-Zhi (aussi écrit Ye Quanzhi ; en chinois 叶泉志) est un astronome chinois né en 1989. Il a étudié à l'université Sun Yat-sen et a travaillé à l'université de Western Ontario au Canada. Il travaille actuellement (janvier 2020) à l'Université du Maryland et travaillait auparavant à Caltech pour le Zwicky Transient Facility (ZTF) dans le domaine de la recherche d'astéroïdes et de comètes.

## Découvertes

### Astéroïdes
Le Centre des planètes mineures le crédite de la découverte de deux cent deux astéroïdes, découvertes effectuées entre 2002 et 2008, dont vingt-six seul et les autres avec la collaboration d'autres astronomes dont Hong Qin Lin, Chi-Sheng Lin, Ting Chang Yang, Shi Jiayou, Hsiao Xiang-Yao et Man-Ti Chang.
| (132825) Shizu-Mao       | 16 août 2002      |
| (142106) Nengshun        | 30 août 2002      |
| (145523) Lulin           | 7 mars 2006       |
| (145534) Jhongda         | 1er avril 2006    |
| (145545) Wensayling      | 22 mai 2006       |
| (145546) Suiqizhong      | 25 mai 2006       |
| (145588) Sudongpo        | 15 août 2006      |
| (147918) Chiayi          | 25 octobre 2006   |
| (151362) Chenkegong      | 11 février 2002   |
| (160493) Nantou          | 6 février 2007    |
| (161715) Wenchuan        | 23 juin 2006      |
| (168126) Chengbruce      | 1er avril 2006    |
| (168234) Hsi Ching       | 25 mai 2006       |
| (171381) Taipei          | 22 juillet 2006   |
| (172989) Xuliyang        | 25 mai 2006       |
| (175410) Tsayweanshun    | 12 août 2006      |
| (175411) Yilan           | 12 août 2006      |
| (175419) Albiesachs      | 15 août 2006      |
| (175450) Phillipklu      | 27 août 2006      |
| (175451) Linchisheng     | 27 août 2006      |
| (175452) Chenggong       | 27 août 2006      |
| (175583) Pingtung        | 15 octobre 2006   |
| (175586) Tsou            | 15 octobre 2006   |
| (177967) Chouchihkang    | 15 août 2006      |
| (178150) Taiyuinkwei     | 14 octobre 2006   |
| (178151) Kulangsu        | 14 octobre 2006   |
| (178263) Wienphilo       | 29 novembre 2007  |
| (181569) Leetyphoon      | 9 novembre 2006   |
| (181670) Kengyun         | 28 janvier 2008   |
| (185216) Gueiren         | 14 octobre 2006   |
| (185364) Sunweihsin      | 12 novembre 2006  |
| (185546) Yushan          | 28 décembre 2007  |
| (185554) Bikushev        | 7 janvier 2008    |
| (185577) Hhaihao         | 28 janvier 2008   |
| (185636) Shiao Lin       | 27 février 2008   |
| (187514) Tainan          | 15 octobre 2006   |
| (189347) Qian            | 28 janvier 2008   |
| (192208) Tzu Chi         | 11 mai 2007       |
| (200025) Cloud Gate      | 25 juillet 2007   |
| (202605) Shenchunshan    | 18 avril 2006     |
| (204710) Gaoxing         | 1er avril 2006    |
| (204711) Luojialun       | 1er avril 2006    |
| (204842) Fengchia        | 5 septembre 2007  |
| (207603) Liuchaohan      | 27 août 2006      |
| (207655) Kerboguan       | 25 juillet 2007   |
| (207661) Hehuanshan      | 6 août 2007       |
| (207717) Sa'a            | 11 septembre 2007 |
| (210030) Taoyuan         | 24 juin 2006      |
| (210035) Jungli          | 18 juillet 2006   |
| (210434) Fungyuancheng   | 20 décembre 2008  |
| (212631) Hsinchu         | 14 octobre 2006   |
| (216261) Mapihsia        | 16 novembre 2006  |
| (216343) Wenchang        | 28 novembre 2007  |
| (224888) Cochingchu      | 5 février 2007    |
| (231346) Taofanlin       | 10 mars 2006      |
| (233547) Luxun           | 9 mai 2007        |
| (236484) Luchijen        | 28 mars 2006      |
| (236683) Hujingyao       | 28 août 2006      |
| (236743) Zhejiangdaxue   | 7 mai 2007        |
| (236851) Chenchikwan     | 15 septembre 2007 |
| (237164) Keelung         | 22 octobre 2008   |
| (237187) Zhonglihe       | 23 octobre 2008   |
| (239071) Penghu          | 1er avril 2006    |
| (239200) Luoyang         | 23 juin 2006      |
| (239593) Tianwenbang     | 20 octobre 2008   |
| (239611) Likwohting      | 23 octobre 2008   |
| (241113) Zhongda         | 21 juillet 2007   |
| (246247) Sheldoncooper   | 20 septembre 2007 |
| (246504) Hualien         | 28 janvier 2008   |
| (246643) Miaoli          | 18 décembre 2008  |
| (255989) Dengyushian     | 15 octobre 2006   |
| (256698) Zhuzhixin       | 7 janvier 2008    |
| (256699) Poudai          | 7 janvier 2008    |
| (256892) Wutayou         | 27 février 2008   |
| (261936) Liulin          | 19 juillet 2006   |
| (268669) Bunun           | 18 mars 2006      |
| (273836) Hoijyusek       | 13 avril 2007     |
| (273936) Tangjingchuan   | 9 mai 2007        |
| (278384) Mudanjiang      | 24 juin 2007      |
| (278956) Shei-Pa         | 22 octobre 2008   |
| (278986) Chenshuchu      | 20 octobre 2008   |
| (281068) Chipolin        | 18 juillet 2006   |
| (281561) Taitung         | 21 octobre 2008   |
| (281564) Fuhsiehhai      | 23 octobre 2008   |
| (281569) Taea            | 23 octobre 2008   |
| (291633) Heyun           | 19 avril 2006     |
| (291849) Orchestralondon | 18 juillet 2006   |
| (294600) Abedinabedin    | 7 janvier 2008    |
| (300150) Lantan          | 12 novembre 2006  |
| (300286) Zintun          | 21 juillet 2007   |
| (300300) TAM             | 6 août 2007       |
| (304826) Kini            | 5 septembre 2007  |
| (300634) Chuwenshin      | 19 octobre 2007   |
| (300854) Changyuin       | 28 décembre 2007  |
| (300892) Taichung        | 28 janvier 2008   |
| (321131) Alishan         | 23 octobre 2008   |
| (335799) Zonglü          | 19 avril 2007     |
| (336392) Changhua        | 23 octobre 2008   |
| (340891) Londoncommorch  | 14 février 2007   |
| (361193) Cheungtaklung   | 29 août 2006      |
| (364192) Qianruhu        | 16 août 2006      |
| (349785) Hsiaotejen      | 16 janvier 2009   |
| (375043) Zengweizhou     | 11 mai 2007       |
| (428259) Laphil          | 5 février 2007    |
| (432101) Ngari           | 14 janvier 2009   |
| (435728) Yunlin          | 22 octobre 2008   |
| (465036) Tatm            | 16 août 2006      |
| (461981) Chuyouhua       | 12 novembre 2006  |
| (465513) Chenchen        | 22 octobre 2008   |
| (484734) Chienshu        | 19 décembre 2008  |
| (498797) Linshiawshin    | 23 octobre 2008   |
| (526460) Ceciliakoocen   | 28 août 2006      |
| (528489) Ntuef           | 20 octobre 2008   |
| (544033) Lihsing         | 15 septembre 2007 |
| (590666) Jianguo         | 12 avril 2007     |
| (590888) Chengda         | 22 juillet 2007   |
| (596996) Suhantzong      | 27 août 2006      |
| (597148) Chungmingshan   | 14 octobre 2006   |
| (603200) Yuchichung      | 5 juillet 2006    |

### Comètes
Il a également découvert la comète C/2007 N3 (Lulin) en collaboration avec Chi-Sheng Lin ainsi que la comète C/2019 K4 (Ye),.

## Récompenses et honneurs
L'astéroïde (10280) Yequanzhi porte son nom.